# 後藤昭夫藝術館
後藤昭夫藝術館（ごとうあきおげいじゅつかん）は、岐阜県関市にある私設美術館。

## 概要
2021年（令和3年）1月24日開館。
1959年（昭和34年）に関市から中央へ芸術活動を発信する集団として結成された「関市前衛美術家集団VAVA」のメンバーである芸術家、後藤昭夫の絵画等を展示する美術館である。後藤昭夫は芸術家として活躍の一方、1991年から2007年まで16年間第4代関市長を務め、在任中に関市立篠田桃紅美術空間を開館している。
後藤昭夫、及び関市前衛美術家集団VAVAのメンバーなどの関連する芸術家の作品を展示する。
常時開館しているのでは無く、企画展開催時のみ開館する。
岐阜県まちかど美術館・博物館に登録されている。

## 利用案内
- 所在地：岐阜県関市円保通2丁目4番23号
- 開館時間：10：00 - 16：30
- 開館日：企画展開催期間中の金土日曜日　※企画展の開催については要確認
- 入館料：大人100円　高校生以下無料

## 交通アクセス

### 公共交通機関
- 長良川鉄道越美南線 関口駅下車、徒歩で約15分。
- 長良川鉄道越美南線関駅下車、徒歩で約20分。
- 岐阜バス「仲町」バス停より徒歩約5分。
  - JR東海道本線・高山本線岐阜駅（JR岐阜駅バスターミナル）、名鉄名古屋本線・各務原線名鉄岐阜駅岐阜バスターミナルより【B81】「せき東山」・【B83】「岐阜医療科学大」行き
- 関市内巡回バス関上之保線、買い物循環線「仲町」バス停より徒歩約5分。

### 自動車
- 東海北陸自動車道 関ICより約10分。